# Podgórzyn (Basse-Silésie)
Pour les articles homonymes, voir Podgórzyn.
Podgórzyn (en allemand : Giersdorf) est une localité polonaise et siège de la gmina de Podgórzyn, située dans le powiat de Jelenia Góra en voïvodie de Basse-Silésie.

## Géographie

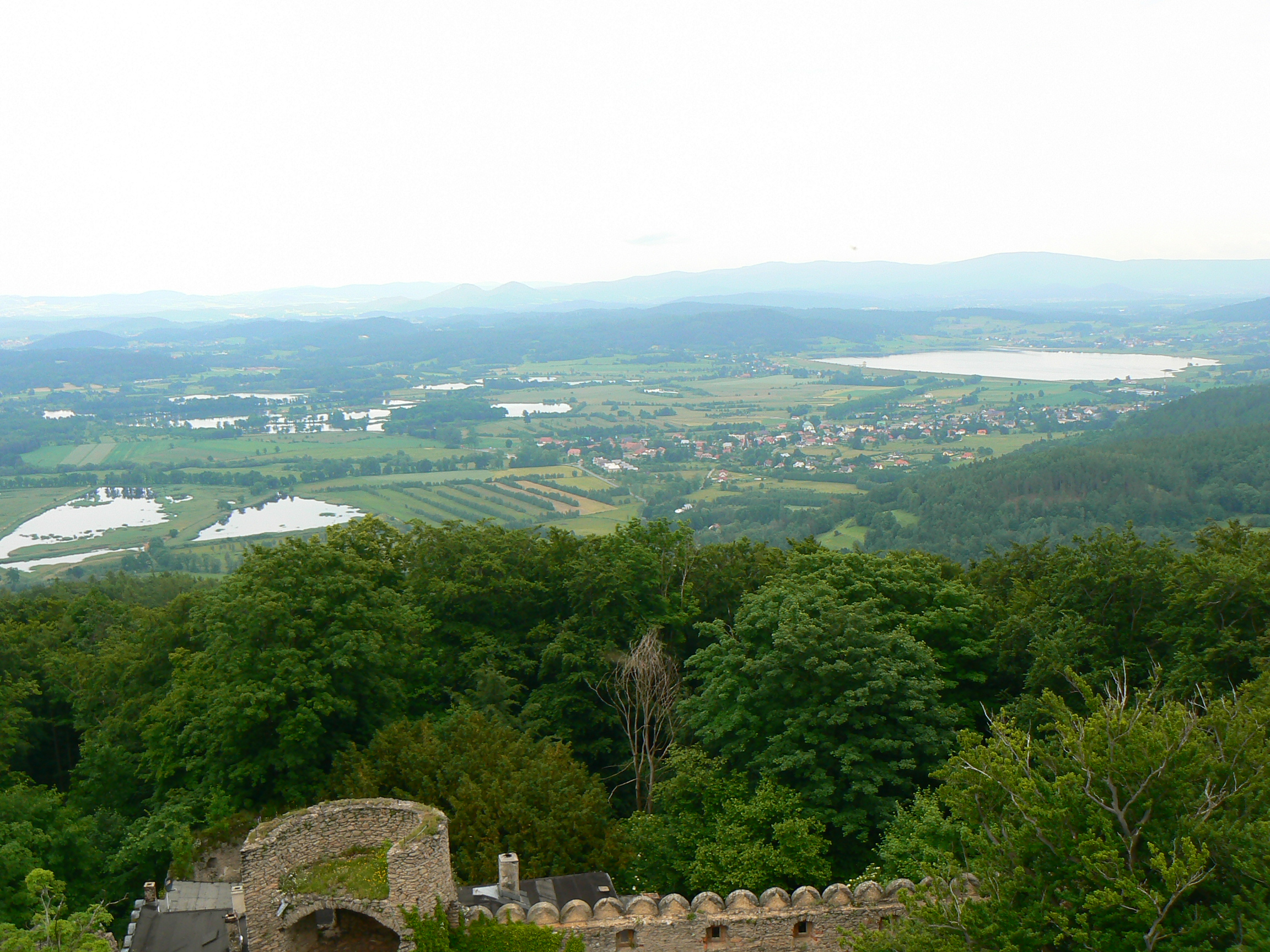
Vue sur le village depuis les monts des Géants.

Le village appartient à la région historique de Basse-Silésie. Il se situe dans la cuvette de la vallée de Jelenia Góra au pied nord des monts des Géants (Karkonosze), une chaîne des Sudètes. Une partie des terres pénètrent dans le parc national des Karkonosze. Parmi les localités voisines se trouvent les centres touristiques de Szklarska Poręba à l'ouest et de Karpacz au sud-est.
La crête de la montagne au sud forme la ligne de partage des eaux entre les bassins de l'Elbe et de l'Oder, et également la frontière entre la Pologne et la Tchéquie. Ce territoire est traversé par plusieurs sentiers menant aux sommets et jusqu'á la communauté voisine de Špindlerův Mlýn en Tchéquie.

## Histoire
Les premiers habitants de Podgórzyn étaient sans doute des moines cisterciens venant de l'abbaye de Henryków qui s'y sont installées au XIIIe siècle. Le nom de Gerardi villa est mentionné pour la première fois dans une chronique de l'an 1305 ; en 1348, le lieu de Gierßdorf apparaît en écrit dans une charte des ducs silésiens de Schweidnitz-Jauer issus de la maison Piast.

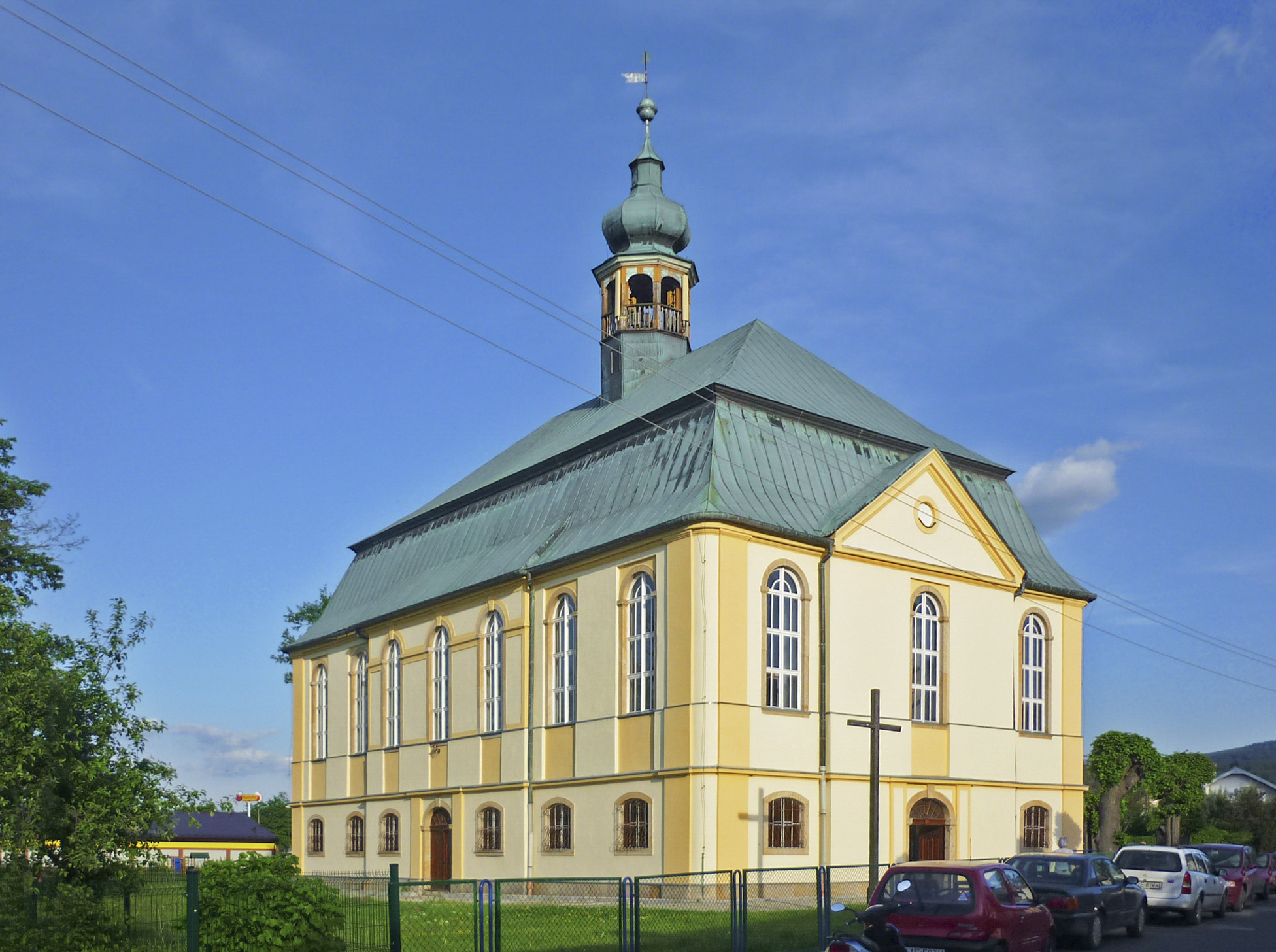
L'ancienne église protestante.

Déjà au début du XVIIe siècle, le village était un acteur économique important disposant notamment d'une fonderie des cloches, suivie par la fondation d'un moulier à papier en 1681. À la suite de la première guerre de Silésie, en 1742, la région était annexée par le royaume de Prusse ; en 1815, la commune fut incorporée dans le district de Liegnitz au sein de la province de Silésie. Dès le XIXe siècle, le tourisme dans les monts des Géants connut un essor. Une ligne de tramway reliant Podgórzyn avec Jelenia Góra (Hirschberg) et Cieplice Śląskie-Zdrój (Bad Warmbrunn) a été ouverte en 1911.
Après la Seconde Guerre mondiale, le village revient à la république de Pologne et les habitants allemands furent expulsés.